# Sekundärforschung
Die Sekundärforschung (auch Sekundäre Marktforschung, Sekundärerhebung, engl. Desk Research) ist eine Methode der Marktforschung und bedient sich zur Gewinnung von Marktinformationen im Gegensatz zur Primärforschung an bereits vorhandenen Informationsquellen.

## Umsetzung
Sekundärforschung ist die Beschaffung, Verarbeitung und Interpretation von bereits existierendem Datenmaterial. Damit bezeichnet der Begriff Sekundärforschung kein spezifisches Erhebungsverfahren, denn die Datenerhebung kann mit allen gängigen Erhebungsverfahren wie Telefoninterview, Online-Umfrage, Gruppendiskussion etc. erfolgt sein. Sekundärforschung grenzt Marktforschungsmaßnahmen von der Primärforschung lediglich dadurch ab, dass diese auf Daten zurückgreifen, die nicht unmittelbar für die aktuelle Fragestellung erhoben wurden. Dieselben Daten können damit aus Sicht verschiedener Marktforscher also der Primärforschung oder der Sekundärforschung zuzuordnen sein. Vorteile der Sekundärforschung sind i. d. R. die schnelle und kostengünstige Informationsbeschaffung, Aufwandsminimierung (insbesondere bei alternativ umfangreichen Eigenerhebungen und Auswertungen, z. B. bezüglich Statistiken über Bevölkerungsbewegungen oder Daten der volkswirtschaftlichen Gesamtrechnung) und Erleichterung bei der Interpretation und Beurteilung von Primärdaten. Probleme der Sekundärforschung werden besonders in der schnellen Veralterung des Datenmaterials, in der Fortschreibung eventueller Erhebungs- und Auswertungsmängel sowie in der fehlenden Problemkompatibilität gesehen. Die Sekundärforschung bedient sich unternehmensinterner und unternehmensexterner Informationsquellen. Unternehmensinterne Informationsquellen stehen z. B. in Form von Umsatz- oder Absatzstatistiken (z. B. Mitarbeiter/Auftrag, Produkt, Produktgruppe, Produktfamilie, Kunden geordnet nach Kundengrößenklassen, Verkaufsgebieten, Regionen, Ländern), der Kostenrechnung (z. B. Kostenarten, Kostenstellen, Deckungsbeiträge nach Produkten, Produktgruppen) u. a. Statistiken zu Anfragen und Angeboten, Auftragseingängen, Reklamationen zur Verfügung. Unternehmensexterne Informationsquellen sind z. B. statistische Jahrbücher, nationale und internationale Datenbanken, Verbandsstatistiken, Geschäftsberichte, Bücher und Zeitschriften.

## Mögliche Informationsquellen
Mögliche Informationsquellen der Sekundärforschung sind alle publizierten Informationen.
Dazu gehören:
- Staatliche Institutionen (z. B. Statistisches Bundesamt, OECD)
- Websites
  - von Unternehmen
  - Interessenverbänden
  - Beratungsfirmen
- Patente
- Presse
  - Artikel in Zeitschriften (vor allem Wirtschaftspresse)
  - E-Zines
- Fachbücher
- Dissertationen und Diplomarbeiten
- Studien von Marktforschungsinstituten (z. B. Shell-Jugendstudie, IAO)
- Diskussionspapiere
- Broschüren.

Unternehmensinterne Datenbanken, in denen relevante Daten gesammelt werden, erleichtern die Sekundärforschung. Da bereits gefundene Informationen für andere Fragestellungen ebenfalls relevant sein können, verringert sich der Erhebungsaufwand und der Zeitbedarf.

## Anlässe
Die Sekundärforschung eignet sich insbesondere zur
- Feststellung eines Primärforschungsbedarfs
- Erweiterung des Problemhorizonts sowie
- Bildung oder Festigung von Hypothesen.

## Verfahren
Je nach Qualität der vorliegenden Daten (z. B. Datenreihen aus statistischem Material oder Texte) kommen verschiedene Methoden zur Anwendung, z. B.:
- Inhaltsanalyse
- Mindmaps
- Verfahren der multivariaten Datenanalyse.

Von besonderer Bedeutung ist das Rechercheprotokoll, welches neben dem Fundort den Autor sowie alle notwendigen Angaben zum Nachvollziehen der gewonnenen Erkenntnisse enthält.

## Vorteile
Der Hauptvorteil der Sekundärforschung besteht vor allem in der Minimierung des Kosten- und Zeitaufwandes. Die Ergebnisse der Sekundärforschung können darüber hinaus die Primärforschung unterstützen und ermöglichen einen schnellen Einblick in die Untersuchungsgebiete.

## Nachteile
Die Ergebnisse der Sekundärforschung sind in der Regel nicht exklusiv, sondern stehen auch anderen Marktforschern zur Verfügung. Damit verbunden ist die Tatsache, dass sie teilweise wenig aussagekräftig sind, da die Daten zur Beantwortung spezieller Fragestellungen erhoben wurden.
Darüber hinaus stehen die „Rohdaten“ der Erhebung nicht zur Verfügung, sondern nur die Ergebnisse. Die Daten der Sekundärforschung können außerdem veraltet sein.